# Agnieszka Domańska (łyżwiarka figurowa)
Agnieszka Domańska (ur. 8 marca 1975 w Łodzi) – polska łyżwiarka figurowa startująca w parach tanecznych z Marcinem Głowackim. Uczestniczka igrzysk olimpijskich (1994), uczestniczka mistrzostw Europy i świata, trzykrotna mistrzyni Polski (1992–1994).
Po zakończeniu kariery amatorskiej w 1995 roku występowała w rewii łyżwiarskiej Holiday on Ice (1995–1996), a następnie realizowała się jako przedsiębiorca m.in. w firmie Victory (ubierała polskich olimpijczyków), jako specjalistka ds. marketingu (1999–2002), od 2002 roku właścicielka Centrum Ruchu „Olimpijka” w Łodzi. Następnie została sędzią międzynarodowym w konkurencji par tanecznych.

## Osiągnięcia

### Z Marcinem Głowackim
| Zawody                                | 90–91          | 91–92          | 92–93          | 93–94          | 94–95          |                |                |                |                |                |                |                |                |                |                |                |                |
| Międzynarodowe                        | Międzynarodowe | Międzynarodowe | Międzynarodowe | Międzynarodowe | Międzynarodowe | Międzynarodowe | Międzynarodowe | Międzynarodowe | Międzynarodowe | Międzynarodowe | Międzynarodowe | Międzynarodowe | Międzynarodowe | Międzynarodowe | Międzynarodowe | Międzynarodowe | Międzynarodowe |
| ------------------------------------- | -------------- | -------------- | -------------- | -------------- | -------------- | -------------- | -------------- | -------------- | -------------- | -------------- | -------------- | -------------- | -------------- | -------------- | -------------- | -------------- | -------------- |
| Igrzyska olimpijskie                  |                |                |                | 17             |                |                |                |                |                |                |                |                |                |                |                |                |                |
| Mistrzostwa świata                    |                | 20             | 21             |                |                |                |                |                |                |                |                |                |                |                |                |                |                |
| Mistrzostwa Europy                    |                | 19             | 14             | 15             |                |                |                |                |                |                |                |                |                |                |                |                |                |
| Trophée de France                     |                |                |                | 6              | 6              |                |                |                |                |                |                |                |                |                |                |                |                |
| Memoriał Karla Schäfera               |                |                |                | 1              |                |                |                |                |                |                |                |                |                |                |                |                |                |
| Skate Canada International            |                | 10             |                |                |                |                |                |                |                |                |                |                |                |                |                |                |                |
| Międzynarodowe: Kategorie młodzieżowe |                |                |                |                |                |                |                |                |                |                |                |                |                |                |                |                |                |
| Mistrzostwa świata juniorów           | 12             |                |                |                |                |                |                |                |                |                |                |                |                |                |                |                |                |
| Krajowe                               |                |                |                |                |                |                |                |                |                |                |                |                |                |                |                |                |                |
| Mistrzostwa Polski                    |                | 1              | 1              | 1              |                |                |                |                |                |                |                |                |                |                |                |                |                |

### Z Sebastianem Kolasińskim
| Mistrzostwa Polski | 1 J |